# Colectiva Hilos

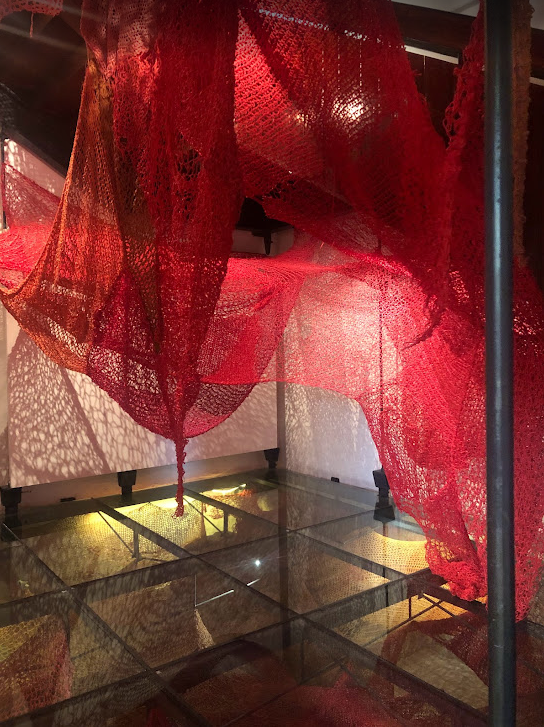
Parte de la exposición del tejido creado en el proyecto Sangre de mi sangre, de Colectiva Hilos, durante su estadía en la Universidad Claustro de Sor Juana, Ciudad de México en mayo de 2025.

Colectiva Hilos es un colectivo artístico, feminista e interdisciplinario, que surge en Guadalajara en 2018. Está conformado por artistas, gestoras, psicólogas, sociólogas y periodistas que comparten el interés de crear diálogos y restaurar lazos a través de acciones que utilizan el hilo y el tejido colaborativo como relato social y soporte.
Con el tiempo se les han unido madres y familiares de mujeres asesinadas o de víctimas de trata, colectivos que buscan a sus desaparecidos y organizaciones civiles. 

## Historia
El proyecto nace a raíz de una donación hecha a la artista Claudia Rodríguez, la cual consistió en varios costales de hilo de yute de colores. A partir de esto, Rodríguez invita a las artistas Laura Garza, Mónica Leyva, Sofía Crimen y Florencia Guillén. Tras varias reuniones, se sumaron las demás integrantes y comenzaron a tejer juntas. 
En un inicio, formaron parte del grupo María Álvarez del Castillo, Sofía Crimen, Laura Garza, Florencia Guillén, Mónica Leyva, Maj Lindström y Mariana Jiménez. Algunas de ellas ya no están activas, pero se han unido varias participantes con diversos perfiles.
Entre sus fines principales están el denunciar, visibilizar y cuestionar la violencia, así como generar una cultura de inclusión y respeto a través de intervenciones y performances que invitan a la participación ciudadana.

## Obras
Algunas de sus obras se han presentado y replicado en varios estados de México, países de América Latina y Europa.
- Amarres (2018)
- Apegos (2019)
- Los hilos que nos mueven (2019)
- Sangre de mi sangre» (2020-)
- Somos Muchas y estamos cerca (2021-2022)

### Sangre de mi sangre
Su proyecto más conocido es una acción artística colaborativa que consiste en un tejido de gran escala elaborado con hilo teñido de color rojo, el cual sirve como metáfora para representar la sangre derramada en Jalisco a causa de los feminicidios y desapariciones. Fue presentada por primera vez el 7 de marzo de 2020 en la Plaza de la República en Guadalajara y se instaló bajo la escultura de la Madre Patria.
Para la pieza, se convocó a las personas a través de las redes sociales y durante dos meses alrededor de 150 personas tejieron un total de 240 m² en un espacio público. La acción concluyó con una marcha-procesión silente hacia la Glorieta de los Desaparecidos, reuniendo a artistas, organizaciones civiles, activistas y ciudadanos.
Desde entonces, la obra ha sido instalada en distintos sitios, como la base de La Minerva, el mural El hombre de fuego de José Clemente Orozco, el Museo Regional, la Explanada de Zapopan, el Museo Raúl Anguiano y el Patio de los Naranjos del Museo Cabañas, en la ciudad de Guadalajara. La obra se ha replicado en distintas regiones del país, incluidas Sonora, Sinaloa, Oaxaca, CDMX, Querétaro, Chihuahua, Jalisco, Tepic, Puebla, Colima, Guanajuato, Tamaulipas, Veracruz, Baja California, Quintana Roo y Tabasco.